# ボビー・コールドウェル
ボビー・コールドウェル（Bobby Caldwell、1951年8月15日 - 2023年3月14日）は、アメリカのミュージシャン。1970年代後半のアダルト・コンテンポラリー・ジャンルを代表するシンガーソングライターの一人だった。

## 生涯
ニューヨーク・マンハッタン生まれ。
1978年のシングル「風のシルエット (What You Won't Do for Love)」が翌年の1979年にヒットし、当時流行していたAORのシンガーとして脚光を浴びた。AORのジャンルでは、ボズ・スキャッグスと並ぶ存在だった。洗練された音の世界を持ちながら、ボーカルスタイルはR&Bの影響を受けたブルー・アイド・ソウルの歌唱だった。
1980年、所属していたTKレコードが倒産。本国ではプロモーション活動がままならなかった影響か、1980年代以降はアメリカでは人気が停滞したため、作曲家としての活動がメインとなった。作曲家としてボズ・スキャッグスに「ハート・オブ・マイン (Heart of Mine)」、元シカゴのピーター・セテラに「ネクスト・タイム (Next Time I Fall)」、「ステイ・ウィズ・ミー (Stay with Me、初出邦題：ステイ・ウィズ・ミー song for KA・GU・YA・姫)」（映画『竹取物語』主題歌）などのヒット曲を提供（いずれも後にセルフカバー）している。
2015年にはシカゴの「サタデイ・イン・ザ・パーク」をカバーしている。2004年、メアリーと再婚。なお、元キャプテン・ビヨンドのドラマーに同姓同名のミュージシャンがいるが、別人である。
2017年に処方された抗生物質の副作用によりアキレス腱断裂を引き起こした。神経障害につながり、亡くなるまでの5年間歩くことができなかった。
それでもビルボードライブの協力で、同年の2017年、2018年1月・8月、2019年も1月・8月と来日公演を精力的に開催。2020年も来日を予定していたが、コロナウイルス感染症の蔓延により中止となった。
2023年3月14日、長い闘病生活の末死去。71歳没。

## ディスコグラフィ

### リーダー・アルバム
- 『イヴニング・スキャンダル』 - Bobby Caldwell (1978年)
- 『ロマンティック・キャット』 - Cat in the Hat (1980年)
- 『シーサイド・センチメンタル』 - Carry On (1982年)
- 『オーガスト・ムーン』 - August Moon (1984年)
- 『ハート・オブ・マイン』 - Heart of Mine (1988年)
- 『ソリッド・グラウンド』 - Stuck on You (1991年) ※国内盤は『Solid Ground』のタイトルで発売
- 『ホエア・イズ・ラヴ』 - Where is Love (1993年)
- 『ソウル・サヴァイヴァー』 - Soul Survivor (1995年)
- 『ブルー・コンディション』 - Blue Condition (1996年)
- 『カム・レイン・オア・カム・シャイン』 - Come Rain or Come Shine (1999年)
- 『パーフェクト・アイランド・ナイツ』 - Perfect Island Nights (2005年)
- Live at the Blue Note Tokyo(2007年)
- The Consummate Caldwell(2010年)
- 『ハウス・オブ・カーズ』 - House of Cards(2012年)
- 『アフター・ダーク』 - After Dark(2014年)
- Saturday In The Park(2015年) ※配信限定
- 『クール・アンクル』 - Cool Uncle(2015年) ※with ジャック・スプラッシュ

### コンピレーション・アルバム
- 『ボビー・コールドウェル・グレイテスト・ヒッツ』 - Greatest Hits (1992年) ※日本限定
- 『グレイテスト・ヒッツVol.2』 - Timeline -Bobby Caldwell Anthology (1998年)
- Timeline: The Anthology (1998年)
- Time and Again: The Anthology Part 2 (2001年)
- 『ザ・ベスト』 - The Best (2004年) ※日本限定
- 『フリー・ソウル〜ドライヴ・ウィズ・ボビー・コールドウェル』 - Free Soul Drive With Bobby Caldwell (2005年) ※日本限定
- 『スペシャル・トゥ・ミー〜ジ・アザー・サイド・オブ・ボビー・コールドウェル』 - The Other Side of Bobby Caldwell (2006年) ※日本限定
- 『ボビー・コールドウェル』 - The Best of Bobby Caldwell (2009年) ※日本限定
- 『アルティメイト・ベスト・オブ・ボビー・コールドウェル』 - The Ultimate Best of Bobby Caldwell (2010年) ※日本限定
- 『ライト・メロウ・ボビー・コールドウェル』 - Light Mellow (2013年) ※日本限定
- The Time Has Come - Ultimate Anthology (2020年)

### シングル
- "The House is Rockin'" (1976年)
- 「風のシルエット」 - "What You Won't Do for Love" (1978年)
- 「カム・トゥ・ミー」 - "Come To Me" (1978年) ※日本限定
- 「スペシャル・トゥ・ミー」 - "Special To Me" (1978年) ※日本限定発売。過去にはWinkが1989年にカヴァーしたこともある。
- "My Flame" (1979年)
- "Can't Say Goodbye" (1979年)
- "Down for the Third Time" (1979年)
- 「センチメンタル・サンダウン」 - "Coming Down from Love" (1980年)
- "Alfie" (1981年)
- 「ジャマイカ・センチメンタル」 - "Jamaica" (1982年)
- 「オール・オブ・マイ・ラヴ」 - "All of My Love" (1982年)
- 「シェリー」 - "Sherry" (1983年) ※日本限定
- "Don't Quit" (1984年)
- "Take Me, I'll Follow You" (1988年)
- 「ステイ・ウィズ・ミー」 - "Stay With Me" (1989年) ※日本限定。ピーター・セテラによる映画『竹取物語』主題歌で、セルフカバー。
- "Real Thing" (1991年)
- "Janet" (1991年)
- 「イン・ザ・ネーム・オブ・ラヴ」 - "In The Name of Love" (1991年) ※日本限定
- 「ウィズアウト・ユア・ラヴ」 - "Without Your Love" (1991年) ※日本限定
- 「クライ」 - "Cry" (1991年) ※日本限定
- 「スタック・オン・ユー」 - "Stuck On You" (1992年)
- 「シェイプ・アイム・イン」 - "The Shape I'm In" (1992年) ※日本限定
- 「ワン・ラヴ」 - "One Love" (1992年) ※日本限定
- 「ワンス・アポン・ア・タイム」 - "Once Upon A Time" (1993年) ※日本限定
- 「ネヴァー・テイク・ア・チャンス」 - "Never Take A Chance" (1994年) ※日本限定
- 「レット・イット・ビー・ミー」 - "Let It Be Me" (1995年) ※日本限定
- "I Give In" (1996年)
- 「ガール・アイ・ドリーム・アバウト」 - "The Girl I Dream About" (1996年) ※日本限定
- "Miami Nights" (2015年)

## 日本公演
- 1979年

10月2日,3日 中野サンプラザ、4日 フェスティバルホール、6日 東京厚生年金会館
- 1990年4月8日～19日 富士急ハイランド（ディナー・ショー）、新宿厚生年金会館、渋谷公会堂、五反田ゆうぽうと、名古屋ボトムライン、大阪厚生年金会館、京都会館他。

- 1991年3月20日～ 4月 11日

昭和女子大学人見記念講堂、中野サンプラザ、五反田ゆうぽうと、名古屋市公会堂、京都、大阪厚生年金会館、福岡、札幌、仙台、他。
- 2010年代以後、ビルボードライブで1-2年毎に公演。

## 共演者
コールドウェルのバックで演奏したサックスプレイヤー。
- ボニー・ジェイムス
- デイヴ・コーズ
- リチャード・エリオット
- ナジー